# 戰鬥機中隊
戰鬥機中隊（德語：Jagdstaffel，意為狩獵中隊）是第一次世界大戰期間德意志帝國陸軍航空隊的戰鬥機中隊。

## 歷史
1916年4月之前，德意志帝國陸軍航空隊於1912年成立，是德意志帝國陸軍的航空兵種，主要由野戰航空隊組成。第一支專業轟炸和近距離支援部隊於1915年開始組建。野戰航空隊隸屬於其所屬的陸軍司令部。
1915年春末，第一架德國戰鬥機開始向野戰航空隊少量發放。在這一時期，他們的職能幾乎完全被視為對偵察任務的“保護”，而偵察任務是飛行部隊的主要職責。
庫爾特·溫特根斯、馬克斯·英麥曼和奧斯華·波爾克等飛行員率先積極使用早期的福克E單翼戰鬥機，但過了將近一年，第一批專業戰鬥機部隊才加入德意志帝國陸軍航空隊。
1916年2月，隨著監察員弗里德里希·斯坦普爾少校建立了單座戰鬥機部隊之編隊，邁出了純戰鬥機部隊的第一步。已經服役的戰鬥機及其飛行員從野戰航空隊中分離出來，這些部隊在西方戰線沿線的沃昂韋爾芒杜瓦、阿維萊爾、雅梅、屈內勒和其他地方組建為空中警衛部隊，僅由戰鬥機組成。這個過程並沒有受到普遍歡迎，也沒有立即取得成功。

### 引注
1. ↑  Cheesman, p.12
2. ↑  Guttman et al. 2009，第9頁.
3. ↑  Cheesman, p.12

### 书目
- Franks, Norman; Bailey, Frank W. & Guest, Russell F. . London: Grub Street. 1991. ISBN 978-0-948817-19-9.
- Franks, Norman. . London: Grub Street. 1998. ISBN 978-1-898697-84-8.
- Gray, Peter & Thetford, Owen.  2nd. London: Putnam. 1970 [1962]. ISBN 978-0-370-00103-6.
- Guttman, Jon.  (PDF). Relevance (The Great War Society). Summer 2009, 18 (3): 9  [May 26, 2014]. OCLC 34567862. （原始内容 (PDF)存档于June 3, 2016）.
- Lamberton, W. M. Cheesman, E. F. , 编. . Letchworth: Harleyford. 1962. OCLC 774660042.
- Robertson, Bruce. . Letchworth: Harleyford. 1957. OCLC 762271927.
- Shacklady, Edward & Treadwell, Terry C. . London: Cerberus. 2002. ISBN 978-1-84145-102-2.